# قسم قرة باشلو الريفي (مقاطعة درغز)
قسم قرة باشلو الريفي (بالفارسية: دهستان قره باشلو) هي قسم تقع في إيران في ناحية تشابشلو. يقدر عدد سكانها بـ 5,118 نسمة .